# 1107
| 1107               |
| ------------------ |
| Dødsfald - Fødsler |
|                    |

| Gregoriansk kalender | 1107 MCVII              |
| Ab urbe condita      | 1860                    |
| Armensk kalender     | 556 ԹՎ ՇԾԶ              |
| Kinesiske kalender   | 3803 – 3804 丙戌 – 丁亥 |
| Etiopisk kalender    | 1099 – 1100             |
| Jødisk kalender      | 4867 – 4868             |
| Hindukalendere       |                         |
| - Vikram Samvat      | 1162 – 1163             |
| - Shaka Samvat       | 1029 – 1030             |
| - Kali Yuga          | 4208 – 4209             |
| Iransk kalender      | 485 – 486               |
| Islamisk kalender    | 500 – 501               |

Konge i Danmark: Niels 1104–1134
Se også 1107 (tal)